# Kazimierz Szarski
Kazimierz Witalis Szarski (ur. 9 stycznia 1904 w Wiedniu, zm. 19 stycznia 1960 we Wrocławiu) – polski zoolog, profesor i rektor Uniwersytetu Wrocławskiego od 1 listopada 1957 do 31 sierpnia 1959 roku, popularyzator nauki.

## Życiorys
Był synem Marcina, ekonomisty i senatora II Rzeczypospolitej i Olgi z Budwińskich. Jego bratem był Andrzej (1899-–972, prawnik i bankowiec). Jego stryj Henryk, był dziadem Henryka, Jacka i Jana.
Uczył się w Wiedniu i Krakowie. Maturę zdał w 1923 w III Gimnazjum Stefana Batorego we Lwowie w Studiował na Uniwersytecie Jana Kazimierza we Lwowie, ukończył naukę w 1928. Po ukończeniu studiów pracował na tej uczelni, w Katedrze Anatomii Porównawczej. 17 grudnia 1938 został docentem zoologii na Wydziale Matematyczno-Przyrodniczym UJK. Habilitował się w 1939 na podstawie rozprawy O rozwoju pochwy u myszy białej. Po II wojnie światowej pracował we Lwowie do 1941 w 1942 przeniósł się do Warszawy, brał udział w tajnym nauczaniu na poziomie szkoły średniej. Podczas powstania warszawskiego był aresztowany i przetrzymywany w Forcie Mokotowskim a następnie w obozie przejściowym w Pruszkowie. W kwietniu 1945 zamieszkał w Krakowie zatrudnijąc się w Zakładzie Anatomii Porównawczej Uniwersytetu Jagiellońskiego. W styczniu 1946 przeniósł się na Uniwersytet Wrocławski, gdzie został współtwórcą Instytutu Zoologii oraz twórcą Katedry Anatomii Porównawczej. W latach 1954–1957 był prorektorem Uniwersytetu ds. nauki. Powodem przedwczesnej śmierci profesora była nieuleczalna choroba krwi. Został pochowany w grobowcu rodzinnym na cmentarzu Rakowickim  w Krakowie. Za swoją pracę odznaczony został Medalem X-lecia Polski Ludowej w 1955, Złotym Krzyżem Zasługi w 1956 oraz w 1959 Krzyżem Oficerskim Orderu Ordrodzenia Polski.
Był popularyzatorem nauki, a także tłumaczem literatury naukowej, m.in. Karola Darwina. W pracy naukowej zajmował się morfologią i morfogenezą kręgowców. Wywarł duży wpływ na wrocławskie środowisko ornitologiczne, działał na rzecz ochrony przyrody, a także zajmował się inwentaryzacją zasobów przyrodniczych Dolnego Śląska. Jest współorganizatorem rezerwatów przyrody, m.in. Doliny Baryczy.
Jest pochowany na Cmentarzu Rakowickim w Krakowie, we wschodniej części pasa 12. Jego grób symboliczny znajduje się na Cmentarzu św. Wawrzyńca we Wrocławiu.

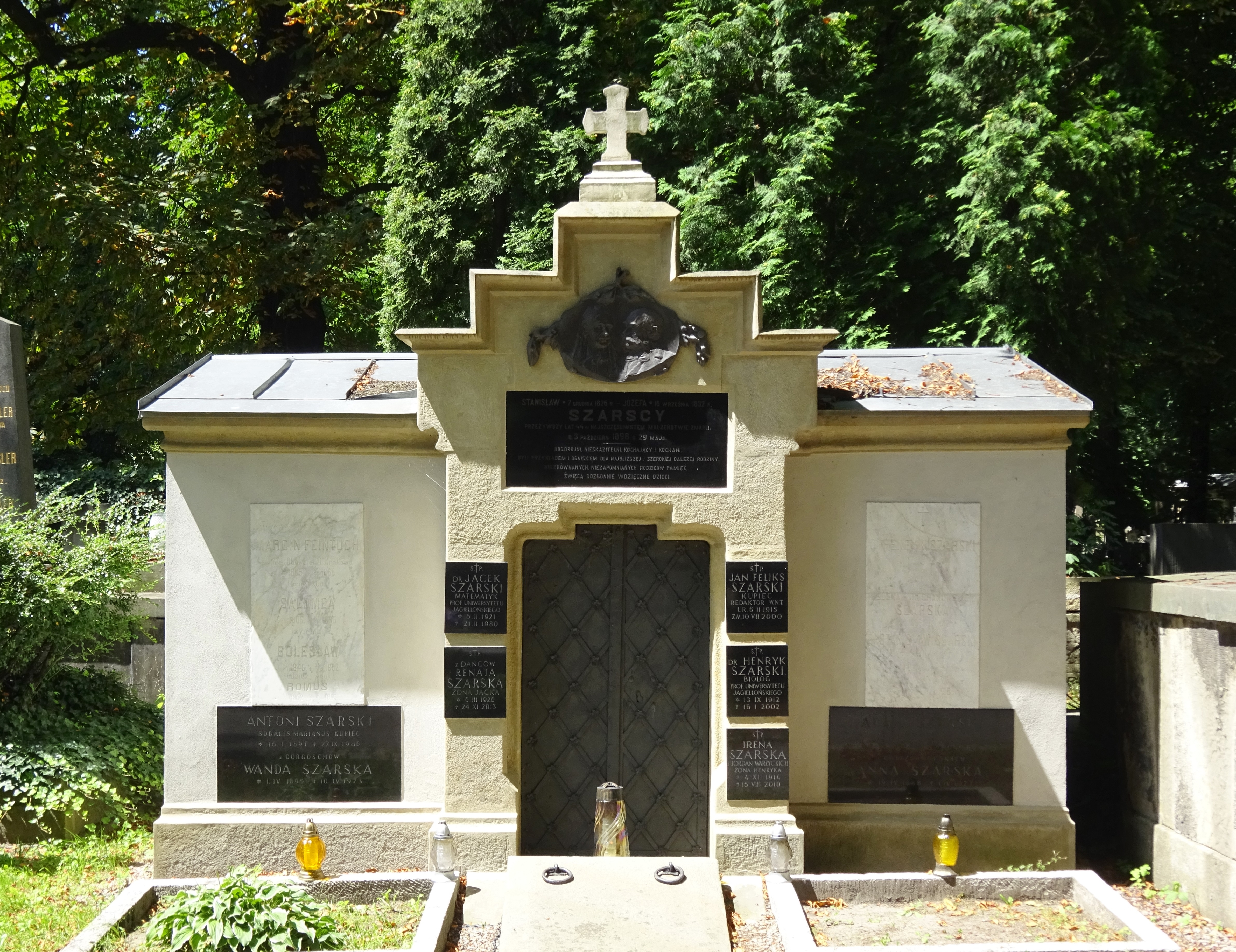
Grobowiec Szarskich na cmentarzu Rakowickim

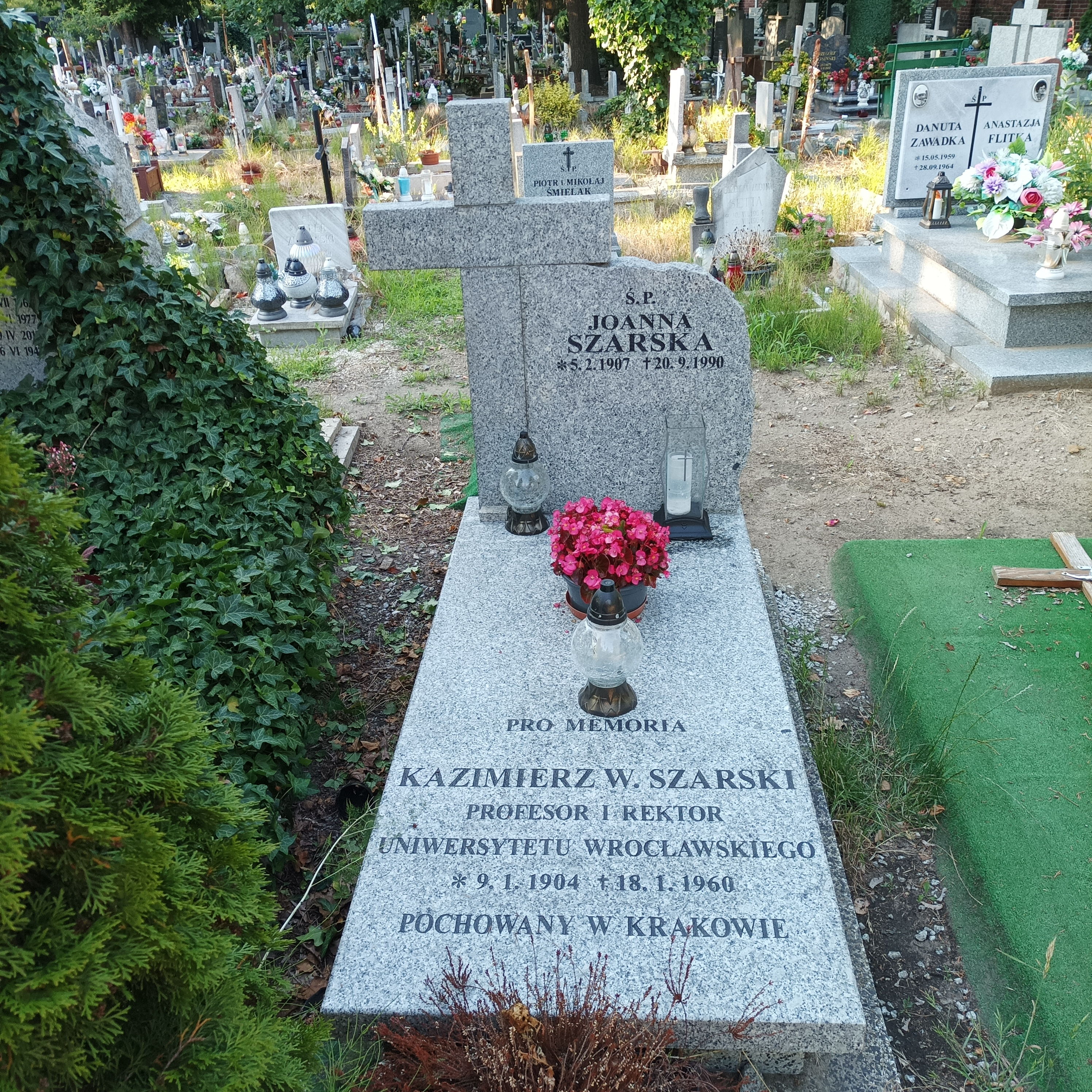
Grób symboliczny prof. Kazimierza W. Szarskiego na Cmentarzu św. Wawrzyńca we Wrocławiu

Materiały archiwalne Kazimierza Szarskiego znajdują się w PAN Archiwum w Warszawie pod sygnaturą III-126.